# 国立国父紀念館
国立国父紀念館（こくりつこくふきねんかん、英語: Sun Yat-Sen Memorial Hall）は台湾台北市信義区にある記念館。博物館としても分類される。「国父」は、中華民国臨時政府の初代臨時大総統を務めた孫文のことを指す。11ヘクタールの敷地をもつ中山公園の中に建っている。なお、英語表記は孫文が欧米では別号「逸仙」の広東語ローマ字表記である"Sun Yat-sen"で知られていることによる。

## 概要
1866年生まれの孫文の生誕100年を記念して建設されたもの。1968年に着工し、1972年5月に竣工した。設計は大洪建築師事務所の王大閎 (zh)、施工は毅成建設であった。
30.4メートルの高さをもつこの記念館は中国の寺院風の外観を持ち、南に構えられた正面入口の庇は大きく反っている。「カブトムシの角のよう」と例えられるこの庇の反りは、内部の高さおよび採光確保のためと考えられている。屋根は黄色であるが、この色は陰陽説を応用した物で、黄色は「地」すなわち「陰」を意味しているとされる。入口は公園のレベルより高く、少し階段を上る必要がある。正面入口の扁額『国父紀念館』の字は蔣介石によるもの。階段を上ったあとは記念館の外周に沿って回廊状となっており、正面以外（東西北）の各辺からも内部へ至る入口が設けられている。
正面入口から入ると吹き抜けになっている空間が開け、正面には孫文の8.9メートル座像が置かれている。その像を守備するための衛兵が手前左右に立っており、衛兵交代式は毎時0分に行われている。この広間の左右には展覧室への入口があり、左手（西側）の部屋では孫文の生涯が、右手（東側）の部屋では史蹟が展示されている。孫文座像の裏手は大会堂で、こちらも3階までの吹き抜けになっており、2600人ほど収容できる規模を持っている。各所に階段があり、地下1階地上3階までアクセスできる。地下は資料室や自習室があり、カルチャースクールなども開催されている。2、3階は個室になったギャラリーが複数あり、それぞれ書画などの展示に利用されている。2階東側には孫逸仙博士図書館があり、蔵書は30万冊以上という。
2018年、台北市政府文化局の審議を通過し、2019年5月に直轄市定古蹟に登録された。
2024年2月26日から2026年までの予定で、リニューアル工事のため臨時休館となっている。

## 主な用途
蔣経国（1978年）や李登輝（1990年）の中華民国総統就任時の宣誓がここで行われた。
また例年金曲奨、金鐘奨、金馬奨の授賞式会場となっている。

## その他
台北101から見た当地の池の形がiPhone 6に似ているとインターネット上で話題になり、訪れた中国人観光客も「孫中山専用iPhone」として記念撮影するようになった。
|            |                             |
| 入口の扁額 | 台北101からの国父紀念館と池 |

## アクセス
捷運は板南線（南港線）国父紀念館駅より徒歩3分。バス停は捷運國父紀念館站、捷運國父紀念館站（仁愛）、捷運國父紀念館站（光復）があり、それぞれ複数系統が停車する。